# 고일청
고일청(高一淸, 일본식 이름: 高峰一淸다카미네 잇세이, 1886년 1월 14일 ~ ?)은 일제강점기의 관료로 조선총독부 중추원 참의도 지냈다.

## 생애
평안북도 의주군 출신이다. 경성중학을 졸업하고 일본에 유학하여 도쿄의 호세이 대학에서 법학을 공부했다. 1907년 안창호를 중심으로 결성된 신민회의 평안북도 용천 지부에서 감익룡, 김용규 등과 더불어 활동했다. 1912년 105인 사건에 관련되어 의주헌병대에 체포되어 거문도에 유배되었다. 1913년에 조선총독부 관리로 임용되어 평안북도에서 약 5년 동안 근무했다.
1919년 3.1운동 후 이유필, 조봉길 등 한인관리들과 동맹퇴직을 결의하고 상해로 탈출하였다. 이후 대한민국 임시정부에서 대한민국 임시의정원 의원, 외무위원, 법제위원, 청원위원장, 비서국장 등을 지냈다. 1919년 상해대한교민단의 전신인 상해고려교민친목회의 회장을 역임했고, 1920년에는 신채호, 박용만, 김창식 등과 함께 보합단에 참여, 군자금 모집에 힘썼다.
1923년에는 독일 베를린 대학교 법학과에 입학하여 3년 동안 공부하였고, 1926년부터는 미국 프린스턴 대학교에서 수학했다. 오랜 해외 생활을 마치고 1929년에 귀국했다.
고일청은 귀국하여 고향인 의주로 돌아왔다. 의주의 지주이자 평북 삭천의 금광주로 많은 자본을 축적하는 한편 농업학교를 설립하여 교육사업에도 힘썼다. 방응모의 교동금광 매매를 주선하는 등 광산 브로커로도 활동한 바 있다.
1933년 방응모가 조선일보를 인수할 당시 총 8,725 주 중 2,100주를 인수한 후 조선일보사 이사에 취임하여 언론인으로 재직했고,
동시에 평안북도 도회의원과 의주금융조합 조합장, 송현수리조합 조합장 등을 지내며 이 지역 유지로 활동했다. 당시 고일청에게는 "학식과 포부가 특출할 뿐 아니라, 인격과 수완 또한 평안북도 지방의 제일류"라는 평이 있었다. 1935년에 총독부가 편찬한 《조선공로자명감》에 조선인 공로자 353명 중 한 명으로 수록되었다.
중추원 참의에 발탁된 뒤 일제 강점기 말기에는 전쟁 지원에 앞장선 행적이 있다. 시국대응전선사상보국연맹을 시작으로 국민총력조선연맹, 조선임전보국단에서 핵심 역할을 맡아 가담했다.
광복 후인 1949년에 반민족행위특별조사위원회의 수사 대상이 되었으나, 반민특위 활동이 방해를 받으면서 기소유예 처분으로 풀려나 처벌은 받지 않았다.
2002년 발표된 친일파 708인 명단과 2008년 민족문제연구소에서 친일인명사전에 수록하기 위해 정리한 친일인명사전 수록예정자 명단에 모두 선정되었으며 2009년 친일반민족행위진상규명위원회가 발표한 친일반민족행위 705인 명단에도 포함되었다.

## 가족 관계
- 장남 : 고봉인(高鳳人)
- 차남 : 고봉소(高鳳韶)
- 삼남 : 고봉우(高鳳又)

## 같이 보기
- 조선총독부 중추원
- 조선임전보국단

## 참고 자료
- 고일청(高一淸) - 국사편찬위원회
- 친일인명사전편찬위원회 (2004년 12월 27일). 《일제협력단체사전 - 국내 중앙편》. 서울: 민족문제연구소. 314,354,394쪽쪽. ISBN 89-953307-2-4.
- Hoffmann, Frank (2015). 《Berlin Koreans and Pictured Koreans》 (PDF). Koreans and Central Europeans: Informal Contacts up to 1950, vol. 1. Vienna: Praesens. ISBN 978-3-7069-0873-3.